# 야가미촌 (나가사키현)
야가미촌(矢上村)은 나가사키현 니시소노기군에 있던 촌이다. 현재의 나가사키시에 해당한다.

## 역사
- 1889년 4월 1일 - 정촌제 시행에 의해 니시소노기군 야가미촌이 성립하였다.
- 1930년 7월 18일 - 태풍에 의해 촌내 65호가 전파되었다.
- 1945년 8월 11일 - 원폭투하에 의해 2,103명이 부상을 입었다.
- 1955년 2월 11일 - 도이시촌, 고가촌과 합병해 히가시나가사키정이 되어 야가미촌은 지자체로서 소멸하였다.
- 1963년 4월 20일 - 구 야가미촌을 포함해 히가시나가사키정이 나가사키시에 편입되었다.

## 교통

### 도로
- 나가사키 도보

### 항로
1948년부터 1960년까지 야가미에서 도이시, 고하마를 거쳐 가즈사로 향하는 항로가 있었다. 다이쇼 시대까지는 항구가 충분히 정비되지 않아 도선이나 화물선이 없었다.

### 가축
1885년 당시에는 소 144마리, 말 123마리를 사육하고 있었으며, 1932년 당시에는 33마리의 말을 사육하고 있었는데, 그 중 마차용이 27마리, 농업 지원용이 6마리였다.

## 참고문헌
- 角川日本地名大辞典 42 長崎県
- 『市町村名変遷辞典』東京堂出版、1990年。
- 矢上尋常高等小学校 編『西彼杵郡矢上村郷土誌』1918年9月。
- 長崎県知事官房統計課 編『長崎県の馬』長崎県、1932年12月。
- 『東長崎町誌』東長崎町、1963年3月。
- 「2000年の東長崎」発行委員会 編『2000年の東長崎』東長崎地区連合連合自治会、2001年11月。
- 『明治十八年五月 西彼杵郡村誌・大正七年 矢上村郷土誌・昭和十年 矢上小学校作成 矢上郷土資料』東長崎史談会、2016年10月。